# Китайска градина
Китайската градина е стил в ландшафта или по-специално в градинското изкуство, който се формира в продължение на 3 хиляди години в Китай. В това понятие се включват както огромните императорски градини, така и малките градини на учени, поети, бивши правителствени чиновници и други, създадени за уединение от външния свят. Те трябва да отразяват хармонията между човека и природата.

## История
Концепцията за т.нар. естествени градини датира от III век пр.н.е., когато пространството около храмовете и жилищата на влиятелни хора започва да се оформя с природни елементи. В началото на управлението на династия Сун дизайнът става по-изискан. През тази епоха център на интелектуалния живот е Суджоу, където днес са запазени образци на класически градини.
За китайците по време на династията Мин градината е образ на рая, на блаженството на неговите обитатели, но и място за размишления върху света и достигането на лични прозрения. Тогава се появяват и първите трактати на тази тема и градинското изкуство достига своя връх.:с. 176

## Характерни черти
Класическата китайска градина трябва да изглежда като естествен завършен пейзаж, който освен това е метафора на света и живота.
Тя е оградена със стени и включва едно или няколко езерца, група камъни, дървета и цветя, различни зали и павилиони, свързани с пътечки и зигзагообразни галерии. При преместването си от едно място на друго, посетителите могат да наблюдават различни сцени.
Целта при създаването на градината е да се постигне хармония между земята, небето, камъните, водата, сградите, пътищата и растенията (или така наречените 7 неща). Съществена част от тези градини са камъните и водата, която често е пресичана от зигзагообразни мостчета или от дъгообразни мостчета под формата на полукръг. Те са символ на пътя на живота, който не води винаги направо и затова трябва да се извърви с внимание. Полукръглите мостчета образуват с отражението си пълен кръг, който представлява китайския символ на небето.
Класическата китайска градина е проектирана така, че наблюдателят да не може да обхване с един поглед цялата градина. Градината се състои от обособени пространства, дворчета и зелени пространства. Границите им са строго определени от галерии, павилиони и вътрешни градински стени, които служат за защита от зли духове.

## Галерия
В периода от XVII до XX век, по време на последната династия Цин, също са изградени редица градини:
- Градината He в Янджоу, провинция Дзянсу (1880)
- Градините на императорската вила Планинско убежище от зноя (1703 – 1792)
- Дългият коридор в Летния дворец (1750), дълъг 728 м
- My Loveable Pavilion от Couple's Retreat Garden (1723 – 1736)
- Градината Keyuan в провинция Гуандун (1850)